# Piet Kouwe

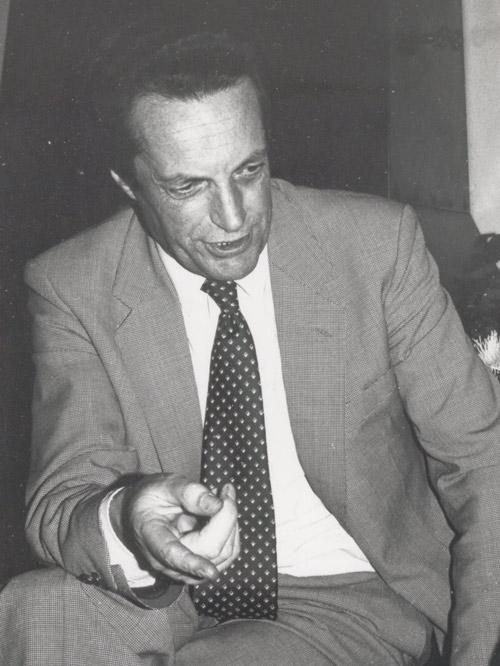
Piet Kouwe in 1979

Pieter Jacob Willem Kouwe (1928 – 2 december 1997) was een Nederlandse sociaal geograaf, en hoogleraar sociale geografie aan de Radboud Universiteit Nijmegen. Hij was een jongere broer van Suzanne Steigenga-Kouwe.

## Levensloop
Piet Kouwe studeerde sociale geografie aan de Universiteit Utrecht van 1947–1954 bij Adriaan de Vooys. Tijdens zijn doctoraalstudie werkte hij onder leiding van Chris van Paassen met zijn studiegenoot Gerrit Wissink aan een groot onderzoek in de Haarlemmermeer.
Nog voor zijn afstuderen werd hij in 1953 hoofd van het Sociografisch en Statistisch Bureau van de gemeente Enschede, en heeft hier tot begin 1962 gewerkt. In 1961 werd hij directeur-secretaris van het SISWO (Stichting Interuniversitair Instituut voor Sociaal-Wetenschappelijk Onderzoek) in Amsterdam. Sinds begin jaren zestig is hij tevens lid van de Koninklijke Nederlandsche Akademie van Wetenschappen.
In 1970 werd hij gewoon hoogleraar sociale geografie aan de Katholieke Universiteit te Nijmegen. In 1988 ging hij met emeritaat.

## Werk

### Haarlemmermeerstudie en het oecologisch complex
De Haarlemmermeerstudie van Van Paassen, Wissink en Kouwe was in meerdere opzichten baanbrekend voor de Nederlandse sociale geografie. Interessant in deze studie, die in 1955 werd gepubliceerd, is dat de opzet van de klassieke regionale monografie werd vermeden. In deze studie werd de confrontatie tussen stad en platteland behandeld met nadruk op de beroepsbevolking en de zeer gedifferentieerde woonmilieus. Het onderzoek moest een visitekaartje worden voor de mogelijkheden van toegepast geografisch onderzoek.
De Utrechtse geografen onderzochten kort na de Tweede Wereldoorlog dit gebied omdat daar een groot aantal (ruimtelijke) veranderingen bestudeerd kon worden. De regionale verschillen in de polder waren aanzienlijk groter geworden na een periode van betrekkelijke stabiliteit en er was een snelle groei van zowel industrie en handel als in de tuinbouw. Opmerkelijk was dat de Haarlemmermeer woongebied werd voor mensen die buiten de polder werkten. De groeiende bedrijvigheid veroorzaakte grote stroom werkforensen. Van Paassen, Kouwe en Wissink hadden veel belangstelling voor de factoren die leiden tot de vorming van verschillende woonmilieus. Men introduceerde het begrip woonschap, een begrip dat later door Van Paassen uitgewerkt zou worden tot het invloedrijke concept Oecologisch complex.
Van Ginkel (1983) constateerde dat de Haarlemmermeerstudie de toon zette voor de nieuwe sociale geografie in de periode 1960–1980. Belangrijke kenmerken waren:
- een sterk accent op dynamiek en processen;
- veel aandacht voor wonen;
- grote belangstelling voor de relaties tussen de verschillende bevolkingsgroepen en woonmilieus.

In de jaren zestig mengde Kouwe zich ook in de discussies rond de toepasbaarheid van het concept oecologisch complex. In 1963 en 1966 benadrukte hij de noodzaak ook de externe relaties van een oecologisch complex in de beschouwing te betrekken. Hij stelde voor het geheel aan onderling samenhangende externe relaties van een oecologisch complex de term ‘conditiesysteem’ te geven.

### SISWO
Het SISWO (Stichting Interuniversitair Instituut voor Sociaal-Wetenschappelijk Onderzoek) was opgericht in 1960 als een dienstverlenende interuniversitaire instelling. Het instituut, dat in 2005 werd opgeheven, moest de samenhang tussen de maatschappijwetenschappen bevorderen. In 1961 werd Kouwe hier benoemd tot directeur-secretaris. Kouwes brede oriëntatie bleek ideaal voor het leiden van dit nieuwe instituut. Hij was betrokken bij tal van onderzoeksprojecten en stond (met anderen) aan de wieg bij de oprichting van het NIDI (Nederlands Interdisciplinair Demografisch Instituut). Van de onderzoekscoördinatoren die hij aanstelde voor de verschillende werkvelden op het gebied van ruimtelijk onderzoek, is een groot aantal later hoogleraar geworden. In 1970 werd Kouwe opgevolgd door Johan Sterk, die het instituut tot zijn pensioen in 1999 zou blijven leiden.

### Hoogleraar en bestuurder in Nijmegen
Aan het einde van de jaren zestig was het aantal studenten sociale geografie in Nijmegen sterk gegroeid. Prof. Ruud Cools was tot dan toe de enige hoogleraar en hij haalde Kouwe naar de Katholieke Universiteit om een meer op onderzoek gerichte variant van de opleiding op te zetten. Bovendien wist Cools dat Kouwe een uitstekend organisator en bestuurder was, waardoor de groeiende taken op dit gebied beter vervuld konden worden. Cools was zo overtuigd van de kwaliteiten van Kouwe, dat hij het niet-gepromoveerd zijn geen bezwaar vond. Met name op dit punt moest in de Faculteit Sociale Wetenschappen, waar de benoeming ook zou moeten plaatsvinden, nog een stevige discussie worden gevoerd.
Kouwe zette in Nijmegen fors in op de ontwikkeling van methoden en technieken van sociaalgeografisch onderzoek. Hij wist zijn stafleden aan te sporen tot promoveren (hij leverde acht doctores af). Maar de meeste activiteiten ontplooide hij op het gebied van bestuur en organisatie. Hij was met enkele onderbrekingen vrijwel constant decaan van de Interfaculteit Geografie en Prehistorie. Bij zijn vertrek in 1988 werd deze Interfaculteit opgeheven en werden sociale geografie en planologie opgenomen in de Faculteit Beleidswetenschappen. In de jaren zeventig loodste hij de faculteit en zijn vakgroep door een enerverende periode van studentacties heen (het instituut was in het voorjaar van 1977 gedurende bijna twee maanden door studenten bezet).

## Publicaties
Kouwe publiceerde enige boeken en vele artikelen, een selectie:
- 1955. De Haarlemmermeer. Plattelandsproblemen in de Randstad Holland. Met Chr. Van Paassen en G. Wissink. Assen, 1955
- 1966. De stad als organisatiekader, sociaal-geografisch gezien. Woudschotendagen 1966
- 1988. Sociaal geografen en wisseling van context. Retrospectief vanuit een methodisch intermezzo. Afscheidscollege, Katholieke Universiteit Nijmegen, 1988

- 1963. "De stad in nieuwe vormen: samenvatting en evaluatie". In: Tijdschrift KNAG, 80, 1963, pp 66–80

- International Standard Name Identifier: 0000 0003 9841 9952
- Library of Congress Control Number: no2005030516
- Nederlandse Thesaurus van Auteursnamen: 068003803
- Système universitaire de documentation: 158546164
- Virtual International Authority File: 248907129
- WorldCat: E39PBJtrWCwQXxfXm7mgfTJJjC